# Phthinia rectangulata
Phthinia rectangulata är en tvåvingeart som beskrevs av Zaitzev 1994. Phthinia rectangulata ingår i släktet Phthinia och familjen svampmyggor. Inga underarter finns listade i Catalogue of Life.